# Nathanaël Fouquet
Pour les articles homonymes, voir Fouquet.
Nathanaël Fouquet, né le 23 juillet 1972, est un céiste français de slalom. 
Il est médaillé de bronze en canoë biplace (C2) par équipe aux Championnats d'Europe 1998 à Roudnice nad Labem. Aux Championnats d'Europe 2002 à Bratislava, il est médaillé d'argent en C2 par équipe. Il remporte la médaille d'or en C2 par équipe aux Championnats du monde 2002 à Bourg-Saint-Maurice.
Nathanaël Fouquet est également architecte, diplômé de l'École nationale supérieure d'architecture de Montpellier.